# اقتصاد جدید
اقتصاد جدید (به انگلیسی: New economy) به شیوه جدید خدمات-محور به جای تولید-محور در فعالیت‌های اقتصادی گویند که در اواخر دهه ۹۰ و در زمان حباب اقتصادی دات‌کام ایجاد شد. رشد زیاد، استخدام گسترده و تورم کم از مواردی بودند که در طول آن دوره باعث پیش بینی‌های بیش از حد خوش‌بینانه و وجود ضعف در برنامه اقتصادی بسیاری از شرکت‌ها شد.